# Yaqui (langue)
Cet article concerne la langue yaqui. Pour le peuple yaqui, voir Yaquis.
Le yaqui, ou yoeme (yoem noki en langue vernaculaire), est une langue uto-aztèque parlée par environ 16 000 Yaquis dans le sud de l'État de Sonora, au Mexique. Un nombre beaucoup plus réduit de locuteurs réside aux États-Unis dans l'Arizona.
Il s'agit d'une langue suffixale, de type agglutinante et flexionnelle. La relation des unités sont marquées par des cas. Il s'agit d'une langue qui a un ordre de base de type SOV, c'est-à-dire, sujet-objet-verbe.
Avec le mayo, le yaqui appartient à la branche des langues cahita (en).

## Phonologie
L'inventaire phonémique du yaqui est identique à celui du mayo.

### Voyelles
|         | Antérieure    | Centrale      | Postérieure   |
| ------- | ------------- | ------------- | ------------- |
| Fermée  | i [i] ii [iː] |               | u [u] uu [uː] |
| Moyenne | e [e] ee [eː] |               | o [o] oo [oː] |
| Ouverte |               | a [a] aa [aː] |               |

### Consonnes
|               |               | Bilabiale | Dentale | Latérale | Palatale | Vélaire | Glottale |
| ------------- | ------------- | --------- | ------- | -------- | -------- | ------- | -------- |
| Occlusives    | Sourdes       | p [p]     | t [t]   |          |          | k [k]   | ʔ [ʔ]    |
| Occlusives    | Sonores       | b [b]     | d [d]   |          |          |         |          |
| Occlusives    | labiale       | bw [bʷ]   |         |          |          |         |          |
| Fricatives    | Fricatives    |           | s [s]   |          |          |         | h [h]    |
| Nasales       | Nasales       | m [m]     | n [n]   |          |          |         |          |
| Liquides      | Liquides      |           | r [r]   | l [l]    |          |         |          |
| Semi-voyelles | Semi-voyelles | w [w]     |         |          | y [ j]   |         |          |